# Akademický podvod
Akademický podvod, akademická nečestnost, akademická nepoctivost a akademické pochybení jsou příbuzné pojmy, které se vztahují k takovým činnostem studentů, které jsou v rozporu s pravidly školy, univerzity nebo jiné vzdělávací instituce.
Akademická nepoctivost byla zdokumentována ve všech typech vzdělávacích zařízení od základní školy až po postgraduální studium. V průběhu historie se tento typ nepoctivosti setkával s různou mírou postihů.
Akademická nepoctivost zahrnuje různé kategorie chování:
- Plagiátorství: nedovolené využití díla jiného autora.
- Ghostwriting: Zneužívání principů autorské spolupráce; si student pro vypracování práce najme někoho jiného.
- Fabrikace a falzifikace: vymýšlení nebo falšování dat, informací, citací nebo odkazů na zdroje.
- Klamání: poskytnutí nepravdivých informací učiteli (školiteli) ohledně formálního akademického cvičení. Příkladem může být věnování více času na domácí test, než je povoleno, nebo uvedení falešné výmluvy při žádosti o prodloužení termínu.
- Podvádění: pokus studenta získat nedovolenou výhodu při zkouškách, například použitím taháků nebo získáním nápovědy pomocí mobilního telefonu.
- Úplatkářství: získání výhody (například seznamu testových otázek) výměnou za peníze nebo jiné plnění.
- Sabotáž: bránění ostatním v práci, například vytrhávání stránek z knih v knihovně, narušování cizí experimentální práce.
- Profesorské pochybení: záměrně neobjektivní hodnocení práce studentů.